# 濁川橋 (喜多方市)
濁川橋（にごりがわはし）は、福島県喜多方市にある道路橋である。

## 概要
- 全長：168.7m
  - 主径間：27.26m
- 幅員：7.5（12.5）m
- 形式：3径間連結PCポステンT桁橋×2（計6径間）
- 竣工：1991年

喜多方市街地西部にて一級水系阿賀川水系濁川を渡り、福島県道16号喜多方西会津線を通す。東詰は豊川町米室字三条川原、西詰は慶徳町豊岡字川原田に位置する。現在の橋は濁川の河川改修に伴い架け替えが行われ、1991年に完成したPC橋である。総工費は6億8000万円。

## 沿革
- 1893年8月 - 全長93m、幅員2.7mの橋梁として建設される[2]。
- 1902年10月 - 全長93m、幅員3.6mの木橋として建設される[3]。
- 1909年8月 - 全長91m、幅員3.6mの橋梁として建設される。[4]。
- 1913年7月 - 全長109m、幅員3.8mの橋梁として建設される。[5]。
- 1934年9月 - 全長141.7m、幅員5.6mのRCT桁橋として先代の橋梁が建設される[6]。
- 1991年 - 旧橋梁の老朽化に加え、濁川の河川改修が計画され、川幅がおよそ30m拡幅されることから、中小河川改良事業と緊急地方道整備事業の合併工事として架け替えられる。